# داریو کابرول
داریو کابرول (انگلیسی: Darío Cabrol؛ زادهٔ ۳۱ ژانویهٔ ۱۹۷۲) بازیکن فوتبال اهل آرژانتین است.
از باشگاه‌هایی که در آن بازی کرده‌است می‌توان به باشگاه فوتبال لانوس، باشگاه فوتبال بلومینگ، باشگاه فوتبال اونیورسیداد شیلی، باشگاه فوتبال راسینگ کلوب آویاندا، باشگاه فوتبال اتلتیکو هوراکان، و باشگاه فوتبال تولوز اشاره کرد.